# Kroksjön (Döderhults socken, Småland)
Kroksjön är en sjö i Oskarshamns kommun i Småland och ingår i Virån-Emåns kustområde. Sjön är 8,3 meter djup, har en yta på 0,145 kvadratkilometer och är belägen 58,1 meter över havet. Sjön avvattnas av vattendraget Skallarebäck.

## Delavrinningsområde
Kroksjön ingår i det delavrinningsområde (635465-153676) som SMHI kallar för Utloppet av Rungeln. Medelhöjden är 51 meter över havet och ytan är 29,3 kvadratkilometer. Det finns inga avrinningsområden uppströms utan avrinningsområdet är högsta punkten. Avrinningsområdets utflöde Skallarebäck mynnar i havet. Avrinningsområdet består mestadels av skog (85 procent). Avrinningsområdet har 1,99 kvadratkilometer vattenytor vilket ger det en sjöprocent på 6,8 procent.